# Lijst van personen geboren in Palermo
Dit is een chronologische lijst van personen geboren in de stad Palermo in de Italiaanse regio Sicilië, met een artikel op de Nederlandstalige Wikipedia.

## Geboren in Palermo

### Voor 1800
- Agatho (575-681), paus
- Sergius I (650-701), paus
- Rosalia van Palermo (1130-1166), patroonheilige van Sicilië
- Eugenios van Palermo (circa 1130-circa 1203), ambtenaar, admiraal, dichter en vertaler
- Constance van Sicilië (1154-1198), keizerin van het Heilige Roomse Rijk
- Willem II (1154-1189), koning van Sicilië
- Enzio (±1218-1272), koning van Sardinië
- Alfons Frederik van Sicilië (circa 1294-1338), regent van het hertogdom Athene, hertog van Neopatria en heer van Salona in Griekenland
- Simone Beccadelli di Bologna (1419-1465), aartsbisschop van Palermo, president van Sicilië
- Gian Matteo Giberti (1495-1543), pauselijk gezant en bisschop van Verona
- Pietro Tagliavia d'Aragona (1499-1558), kardinaal-aartsbisschop van Palermo, president van Sicilië
- Gilberto Isfar y Corillas (16e eeuw - 1600), bisschop van Syracuse en bisschop van Patti
- Hippolyta Gonzaga (1535-1563), hertogin-gemalin van Mondragone
- Giovanni Vincenzo Gonzaga (1540-1591), kardinaal
- Pietro Mazzarini (1576-1654), vader van kardinaal Jules Mazarin
- Francesco Garsia (1590-1670), vermoedelijk in Palermo geboren; rechter en schrijver
- Giulia Tofana (circa 1600-1659), gifmengster
- Antonio Pimentel de Prado (1604-±1672), Spaans officier
- Paolo Boccone (1633-1704), botanicus
- Andrea Riggio (1660-1717), prins, bisschop van Catania, Latijns patriarch van Constantinopel
- Alessandro Scarlatti (1660-1725), componist
- Giovanni Battista Sidotti (1668-1714), jezuïet in Japan
- Pellegra Bongiovanni (eerste helft 18e eeuw - 1778), dichteres
- Giovanni Battista Vaccarini (1702-1768), architect
- Salvatore Ventimiglia (1721-1797), bisschop van Catania, titulair aartsbisschop van Nicomedia, vrijmetselaar
- Tommaso Natale (1733-1819), markies van Monterosato, rechtsgeleerde, lid van de Raad van State van het koninkrijk Sicilië
- Alessandro Cagliostro (1743-1795), avonturier
- Francesco Paolo Di Blasi (1753-1795), rechtsgeleerde, geëxecuteerd
- Carlo Lenzi (1761-1825), bisschop van Lipari
- Ruggero Settimo (1778-1863), edelman, marineofficier, liberaal politicus, senaatsvoorzitter
- Francesco Zerilli (1793–1837), kunstschilder
- Emanuele Requesens ( -1848), prins van Pantelleria, opstandeling

### 1800–1849

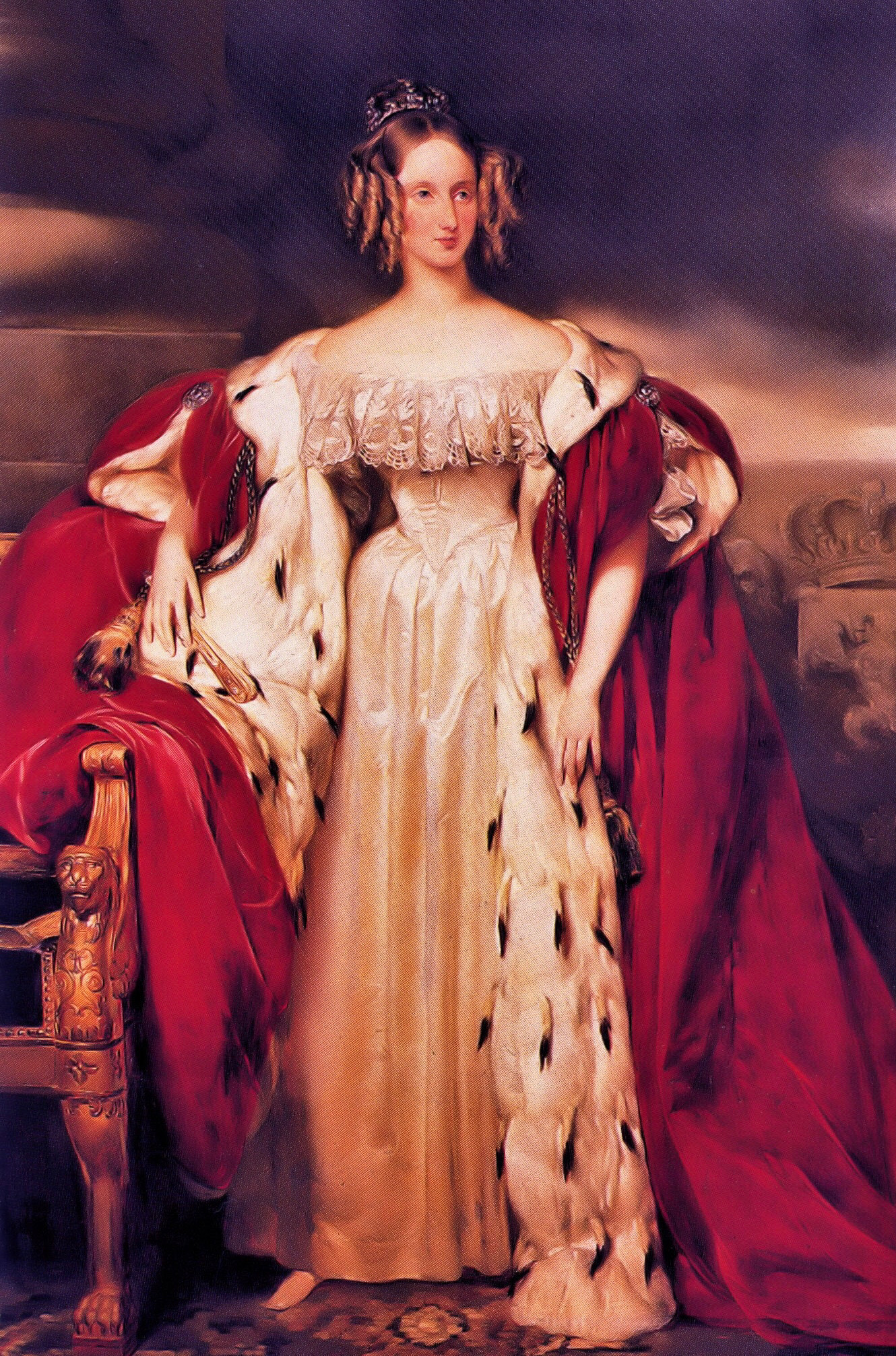
Louise van Orléans (1812-1850), koningin van België

- Franco Maccagnone (1807-1857), prins van Granatelli, revolutionair
- Pietro Castiglia (1808-1879), raadsheer bij het Hof van Cassatie en senator
- Verscheidene kinderen van koning Lodewijk Filips I van Frankrijk werden hier geboren:
  - Ferdinand Filips van Orléans (23 oktober 1810 - 13 juni 1842)
  - Louise Marie van Orléans (3 april 1812 - 11 oktober 1850)
  - Maria van Orléans (12 april 1813 - 2 januari 1839)
- Emanuele Krakamp (1813-1883), fluitist, componist en politiek activist
- Leopold van Bourbon-Beide Siciliën (1813-1860), graaf van Syracuse en onderkoning van Sicilië
- Errico Petrella (1813-1877), componist
- Michelangelo Celesia (1814-1904), kardinaal-aartsbisschop van Palermo
- Filippo Parlatore (1816-1877), medicus, hoogleraar botanica in Florence
- Alessandro Ciaccio (1818-1897), Roodhemd
- Salesio Balsano, baron della Daina (1818 of 1819 - 1894), senator der beide Siciliën, eerste burgemeester van Palermo na de eenmaking van Italië
- Stanislao Cannizzaro (1826-1910), hoogleraar scheikunde
- Fortunato Vergara di Craco (1833–1928), hertog van Craco, bankier en burgemeester van Palermo
- Bernardo Cozzucli (1836-1902), bisschop van Nicosia
- Gaetano di Belmonte Monroy Ventimiglia (1837-1888), prins van Pandolfina
- Antonio Starabba (1839-1908), premier 1891-1892 en 1896-1898
- Vincenzo Ragusa (1841-1927), beeldhouwer

### 1850–1899
- Vittorio Emanuele Orlando (1860-1952), premier van 1917-1919
- Girolamo Di Martino (1860-1915), burgemeester-senator
- Pietro Bonanno (1863-1905), burgemeester-parlementslid
- Emanuele Soler (1867-1940), rector van de universiteit van Padua en senator
- Domenico Quattrociocchi (1872-1941), landschapschilder
- Vincenzo Lapuma (1874-1943), kardinaal
- Francesco Cantelli (1875-1966), wiskundige
- Oreste Maggio (1875-1937), medicus
- Corrado Zoli (1877-1951), journalist, fascistisch politicus, koloniaal bestuurder
- Frederik Frans IV (1882-1945), groothertog van Mecklenburg-Schwerin
- Manfredi Gravina (1883-1932), graaf, diplomaat, publicist en hoge commissaris voor de Vrije Stad Danzig
- Vincent Mangano (1888-1951), maffiabaas
- Ottavio Tiby (1891-1955), musicoloog
- Giuseppe Tomasi di Lampedusa (1896-1957), schrijver, hertog van Palma en prins van Lampedusa
- Vittorio E. Maiorana (1897-1974), componist en musicus
- Tommy Lucchese (1899-1967), gangster

### 1900–1919
- Gennaro Patricolo (1904-1980), burgemeester van Palermo en lid van de Grondwetgevende Vergadering
- Girolamo Bellavista (1908-1976), politicus en hoogleraar
- Franco Ferrara (1911-1985), dirigent
- Natalia Ginzburg (1916-1991), schrijfster
- Giacomo Conti (1918-1992), bobsleeremmer

### 1920–1929
- Richard Benedict (1920-1984), cineast
- Pietro Virga (1920-2004), hoogleraar publiekrecht
- Antonio Di Dio (1922-1944), officier en partizaan
- George Wallington (1924-1983), jazzpianist
- Tommaso Buscetta (1928-2000), maffiabaas

### 1930–1939

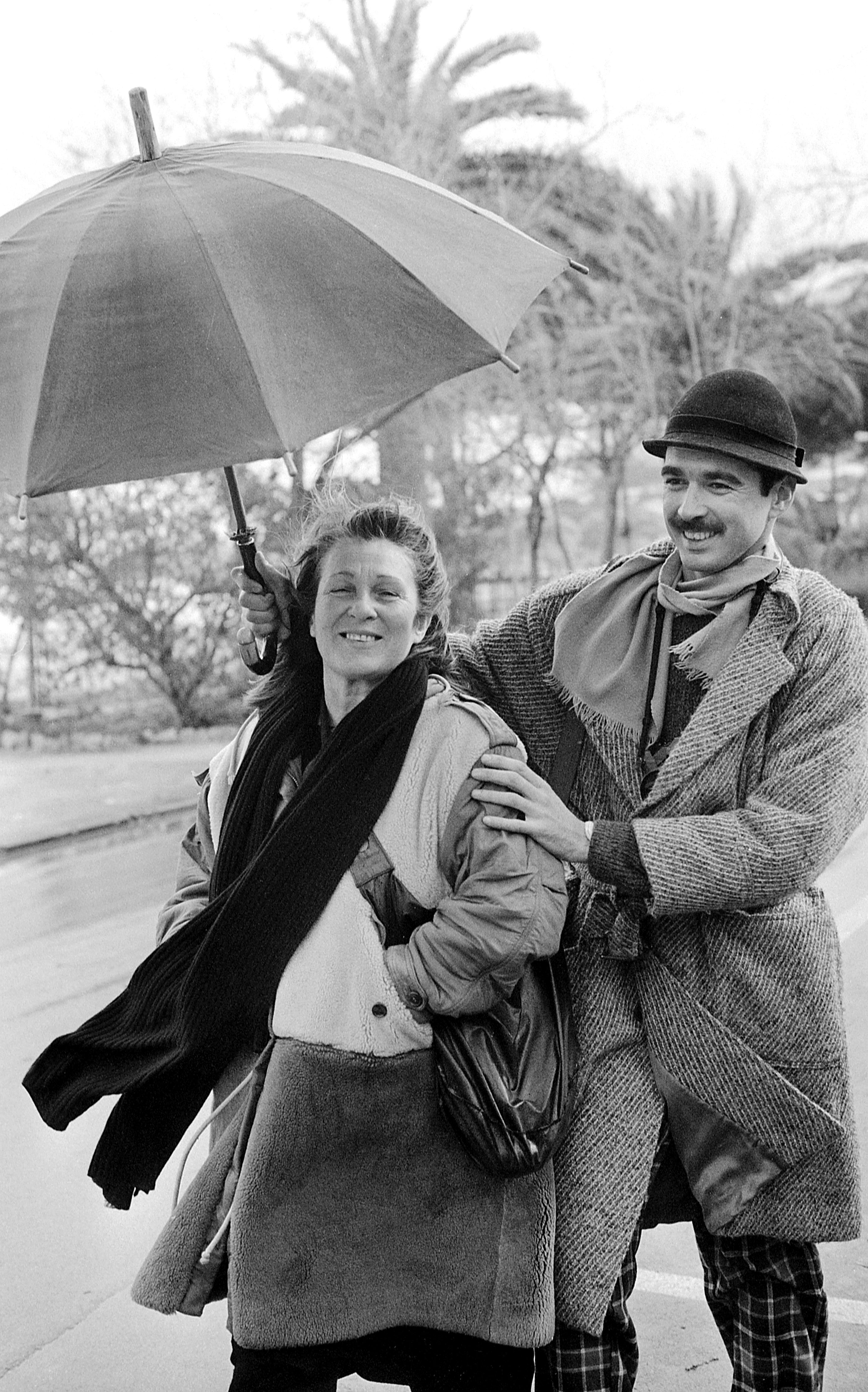
Journalist Letizia Battaglia (1935-2022)

- Gaetano Starrabba (1932), Formule 1-coureur
- Nino Vaccarella (1933-2021), Formule 1-coureur
- Letizia Battaglia (1935-2022), journaliste en fotografe
- Stefano Bontade (1939-1981), maffioso
- Giovanni Falcone (1939-1992), onderzoeksrechter en maffiabestrijder

### 1940–1949
- Paolo Borsellino (1940-1992), onderzoeksrechter en maffiabestrijder
- Sergio Mattarella (1941), president van Italië (2015-heden), advocaat en rechter
- Leoluca Orlando (1947), politicus
- Salvatore Sciarrino (1947), componist

### 1950–1959
- Bino (1953-2010), zanger
- Silvio Micali (1958), informaticus
- Daniela Patrizia Taormina (1958), hoogleraar filosofie aan de universiteit van Catania en de universiteit in Rome Tor Vergata

### 1960-1969
- Giovanni Caminita (1964), kok, musicus en presentator (heeft een dubbele nationaliteit: zowel de Italiaanse alsook de Nederlandse)
- Salvatore Schillaci (1964-2024), voetballer
- Stefano Cassarà (1966), voetbalscheidsrechter
- Luigi Lo Cascio (1967), acteur

### 1970–1979

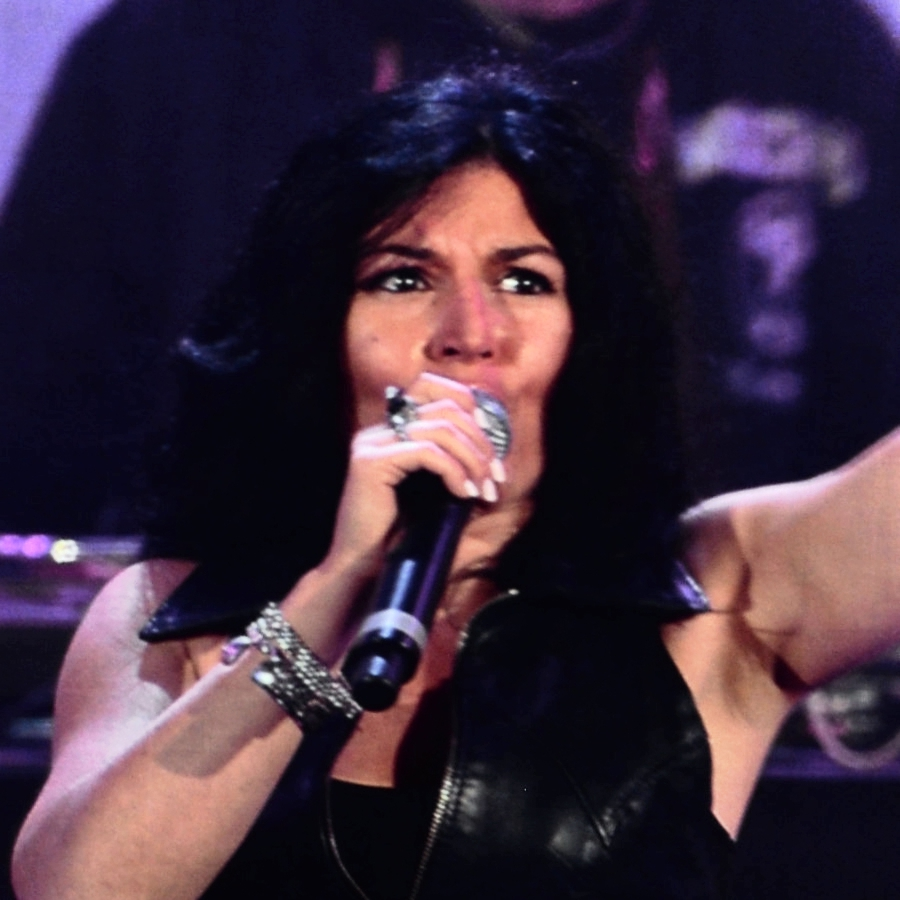
Zangeres Giusy Ferreri (1979)

- Luca Guadagnino (1971), filmregisseur, scenarioschrijver en filmproducent
- Giovanni Caminita (1974), kok, musicus en presentator
- Salvatore Aronica (1978), voetballer
- Giusy Ferreri (1979), zangeres

### 1980–1989
- Pietro Accardi (1982), voetballer
- Leandro Rinaudo (1983), voetballer
- Tony Colombo (1986), zanger/liedjesschrijver

### 1990–1999
- Mario Balotelli (1990), voetballer
- Marco Cecchinato (1992), tennisser
- Francesco Di Gregorio (1992), voetbaldoelman
- Giuseppe Prestia (1993), voetballer
- Filippo Fiorelli (1994), wielrenner
- Simone Lo Faso (1998), voetballer